# Borivoj Mirković
Borivoj Mirković (sérvio cirílico: Боривој Мирковић, 1884-1969) foi um militar sérvio e jugoslavo da Real Força Aérea Jugoslava. Foi o principal impulsor do golpe de Estado em Jugoslávia de 1941 que significou a substituição no trono do regente, o príncipe Paulo, pelo herdeiro do mesmo, Pedro II, o que significou a invasão do país por parte da Alemanha Nazi.